# Distretto di Santa Cruz de Cocachacra
Il distretto di Santa Cruz de Cocachacra è uno dei trentadue distretti della provincia di Huarochirí, in Perù. Si trova nella regione di Lima e si estende su una superficie di 41,5 chilometri quadrati.
Istituito il 29 ottobre 1959, ha per capitale la città di Cocachacra.